# Ecitomyia brevipennis
Ecitomyia brevipennis är en tvåvingeart som beskrevs av Borgmeier 1960. Ecitomyia brevipennis ingår i släktet Ecitomyia och familjen puckelflugor. Inga underarter finns listade i Catalogue of Life.